# Helena Spinacuta
Helena Spinacuta, före sitt äktenskap Helena Pettersson, ursprungligen Ellna Persdotter, född 1766 i Sankt Peders församling, död 1846 i Trelleborg, var en svensk skådespelare och senare akrobat och cirkusartist.  Hon fick stor uppmärksamhet under sina turnéer i Sverige med maken Antonio Bartolomeo Spinacuta under 1780-talet.

## Biografi
Helena Spinacuta föddes som dotter till Per Mårtensson och Karna Persdotter från Värpinge.  Hennes far ska ha arbetat som domkyrkobetjänt i Göteborg.  Hon var syster till skådespelaren Johan (Hans) Petersson (f. 1764) och Karna (f. 1761), som var gift med Anders Ståhle, bagarmästaren i Trelleborg, och mor till Peter Ståhle. 

### Skådespelare
Hon var verksam som skådespelare i Gemenasiska Sällskapet vid Comediehuset i Göteborg från 1783 till 1785.  
Hon gifte sig år 1784 i Göteborg med den italienska akrobaten Antonio Bartolomeo Spinacuta från Venedig, som 1784-85 uppträdde vid Comediehuset.  Den 26 juli 1785 fick hennes make fast tillstånd som "Kongl. Maj:ts privilegierade lindansare" på Munkbroteatern i Stockholm genom sitt äktenskap med henne.  
Våren 1786 uppträdde paret i Lund och Malmö, där de släppte upp Sveriges första luftballonger.    Sedan fick de tillstånd att uppträda på Det Kongelige Teater i Köpenhamn. Vanligen tilläts inte akrobater att uppträda där, men Spinacuta fick specialtillstånd efter en rekommendation av Gustav III. Föreställningen beskrevs som vacker och värdig och gjorde succé.    Därefter uppträdde han på Munkbroteatern i Stockholm med både lindans och "allvarsam comique": han uppträdde som akrobat i pauserna, medan hon uppträdde som aktör i skådespelen. 
Helena Spinacuta gjorde stor succé i sin debut i titelrollen som Susanna i pjäsen Susanna i Babylon mot Björn som Jojakim på Munkbroteatern i Stockholm den 23 augusti 1786.    Hon fick goda recensioner och ett poem på fyra verser publicerades om hennes framförande i Stockholmsposten.    Hon gjorde därefter rollen som Lindande i Skottländskan av Voltaire under december.    Hon var vid det laget så omtalad i Stockholm att teatern översvämmades till den grad att många inte kunde komma in: hennes make hade avslöjat deras planer på att lämna staden, och många ville därför få chansen att se henne sedan hon uppmärksammats så mycket.    Genom en tidningsannons framfördes en begäran till teaterdirektionen om att låta henne uppträda som Susanna ännu en gång innan hon reste.   Hon uppträdde därefter som Fru Beverlei i Beverlei, innan hon 19 december på allmän begäran upprepade sin roll som Susanna.  
Med tillstånd från direktionen turnerade paret Spinacuta i landsorten med ett sällskap aktörer från Munkbroteatern.  I sällskapet ingick bland andra Eva Säfström, Johan Petter Lindskog, Johan Peterson, (hennes bror), och Peter Sundman.  Sällskapet framförde pjäsen Beverlei på Spektakelhuset 2 januari 1787 i Gävle med Helena Spinactua och Johan Petter Lindskog i huvudrollen. Spinacuta sades i sin dans förena gracernas grace med en vighet och färdighet som jämfördes med guden Mercurius då denne svävade genom luften till tonerna av Apollons och Orfeus lutor, medan Helena kallas teaterns prydnad med sin utstrålning av oskuld och skönhet.  Helena Spinacuta beskrivs upprepade gånger av sina kritiker som vacker och hennes utseende och skönhet tar en stor plats i de recensioner hon får.   Hennes make uppträdde 28 april - 5 maj 1787 i Falun med hennes bror Pettersson, men Helena och resten av truppen tycks inte ha medverkat eftersom man i Falu veckoblad uttryckte en önskan om att få se även dem. Efter detta omnämns paret inte i Sverige och de tros därför ha lämnat landet. 

### Senare liv
Åren 1795-96 var paret medlemmar i Ricket Circus i Philadelphia i USA.  Hon tycks då inte längre vara verksam som skådespelare utan beskrivs som lindansare. år 1796 utförde hon en "romersk riduppvisning" på två hästar samtidigt, en akt som beskrevs som "aldrig förut utförd av en kvinna i detta land" 
Hennes make var frimurare, tillhörig Loge Nr 2 i Philadelphia.  År 1807 ansökte Helena Spinacuta hos frimurarna i Philadelphia om social assistans eftersom hon och hennes barn levde i fattigdom efter makens död. 
Helena Spinacuta annonseras ha återvänt till Sverige i Inrikes Tidningar 1810-07-25 under rubriken 'Passagerare Helsingborg den 15 julii'.  Hon var från 1814 och framåt bosatt med sin syster i Trelleborg.